# Frederico Lange de Morretes
Frederico Lange de Morretes (Morretes, 5 de maio de 1892 – Curitiba, 19 de janeiro de 1954) foi um pintor, desenhista, gravador e professor brasileiro. Era pai da bióloga e botânica brasileira Berta Lange de Morretes.

## Biografia
Frederico nasceu na cidade de Morretes, em 1892. Era filho do engenheiro alemão Bruno Rudolf Lange. Entre os 2 e os 9 anos, Frederico morou na casa do Ypiranga, entre os quilômetros 71 e 72 da estrada de ferro Curitiba-Paranaguá, na Serra do Mar. Sua carreira artística e científica foi bastante influenciada pelo período em que morou na serra.
Sua família tinha amizade com o pintor norueguês Alfredo Andersen, um dos precursores da arte paranaense, com quem começou a estudar pintura aos 13 anos e foi essencial para sua formação como artista. A família apoiou seus estudos na Alemanha, entre 1910 e1920, cursando, inicialmente, a Real Academia de Artes Gráficas de Leipzig e mais cinco na Escola Superior de Belas Artes de Munique concluindo a graduação em Pintura e Escultura em 1920. Durante sua formação também cursou vá-rias disciplinas da área biologia.
De volta ao Brasil em 1920, casado e com três filhos, deu aulas na Escola Normal de Curitiba (hoje Instituto de Educação do Paraná) e fundou a Escola de Desenho e Pintura onde lecionou até 1932. Ao lado de João Turin e João Ghelfi, criou o Movimento Paranista. São dele também os os pinhões estilizados geometricamente que vieram a compor as calçadas paranaenses.  Também fez estudos de malacologia, publicando o primeiro catálogo de moluscos do Brasil e descrevendo novas espécies desse grupo.
No início dos anos 1930, aceitou o convite do Museu Paulista para assumir o departamento de zoologia, mudando-se com a família para São Paulo. Retornou para Curitiba em 1940, produzindo quadros e participando do movimento que criou a Escola de Música e Belas Artes do Paraná (EMBAP).

## Morte
Frederico morreu em 19 de janeiro de 1954 devido a infarto.

## Legado
Durante a vida, o pintor e cientista Frederico Lange de Morretes se debruçou sobre a natureza do estado do Paraná. Após sua morte não foi diferente. No cemitério de Morretes, o artista nascido em 1892 repousa em pé, de frente para ao Pico Marumbi, adornado por pedras da montanha, plantas nativas e caramujos – animais que pesquisou por tantos anos.